# Сарториус, Луис Хосе
Дон Луис Хосе Сарториус-и-Тапиа, 1-й граф Сан-Луис (исп. Luis José Sartorius y Tapia, Conde de San Luis; 1820, Севилья — 22 февраля 1871, Мадрид) — испанский политический и государственный деятель, Председатель Совета министров Испании (с 19 сентября 1853 по 17 июля 1854 года), журналист.

## Биография
Немецкого происхождения. Его предки из Гессена во время наполеоновских войн нашли убежище в Испании.
Занимался журналистикой, основал газету «El Heraldo» («Вестник», 1842—1854), в которой резко критиковал правление генерала Бальдомеро Эспартеро. Газета «El Heraldo» стала печатным органом Умеренной партии.
В 1843 году был избран депутатом парламента (Congreso de los Diputados). Присутствовал в парламенте до января 1869 года.
Политик. Лидер фракции испанской праволиберальной Умеренной партии. В 1844—1854 годах Сарториус занимал несколько ответственных должностей: трижды был министром внутренних дел (1847, 1849—1851 и 1853—1854 годах). В 1847 году — министр торговли, образования и общественных работ. В 1849 году ему был пожалован титул 1-го графа Сан-Луис.
Занимал пост премьер-министра Испании в 1853—1854 годах при Изабелле II. За время своего пребывания в должности он инициировал несколько важных административных реформ. С другой стороны его обвиняли в коррупции и случаях аморального поведения, парламент (Кортесы) рассматривал его дело. Состоявшиеся в Сенате дебаты о скандале в железнодорожной компании (Red Nacional de los Ferrocarriles Españoles) также привели к недоверию. Несмотря на это, он не ушёл в отставку, а распорядился распустить парламент. В результате возросло внутреннее давление со стороны Умеренной партии, Прогрессивной партии (Partido Progresista) и военных, а также представителей финансового мира к его правительству. Однако Сарториус ответил своим политическим оппонентам усилением репрессий. В конечном итоге военные на фоне подготовки к революции вынудили его 17 июля 1854 года уйти в отставку.
В 1853—1854 года Сарториус возглавлял Королевскую академию изящных искусств Сан-Фернандо.
Позже отошёл от политической деятельности, оставил парламент, некоторое время работал послом в Риме.
Похоронен в Севилье.